# Seine River (vattendrag i Kanada, Ontario)
Seine River är ett vattendrag i Kanada.   Det ligger i provinsen Ontario, i den sydöstra delen av landet, 1 300 km väster om huvudstaden Ottawa.
I omgivningarna runt Seine River växer i huvudsak blandskog. Trakten runt Seine River är nära nog obefolkad, med mindre än två invånare per kvadratkilometer.